# Las Brisas (Chiapas)
Las Brisas es una localidad del estado mexicano de Chiapas. Es parte del municipio de Pijijiapan.

## Demografía
| Gráfica de evolución demográfica |
|                                  |

| Censo | Población |
| ----- | --------- |
| 1970  | 454       |
| 1980  | 1 271     |
| 1990  | 1 580     |
| 2000  | 1 549     |
| 2010  | 1 718     |
| 2020  | 1 549     |